# Sompi
Das Sompi war eine Masseneinheit für Gold und Silber auf der Insel Madagaskar.
- 1 Sompi = 3,824 Gramm (etwa 1 Amsterdamer Quentchen)
- 1 Sompi = 1 ⅓ Vari = 3 War = 6 Sakabr/Sacares/Skrupel = 12 Nanki/Nanqui/Nanque = 3,824 Gramm